# Sheila (cantante)
Annie Chancel (Créteil, 16 de agosto de 1945), más conocida por su nombre artístico Sheila, es una cantante francesa.
Fue una de las figuras más relevantes del panorama musical francés de los años 60 y 70, siendo una de las llamadas "chicas yeyé" que popularizaron este género en el país. Junto a su marido Guy "Ringo" Bayle formaron el dúo musical Sheila & Ringo, muy activo durante la primera mitad de la década de 1970. En estos años también se adentró en la música disco, colaborando con artistas internacionales como Nile Rodgers, Chic o Keith Olsen, además de formar la banda Sheila and B. Devotion, que contó con gran éxito en Europa.
Sheila ha grabado la mayoría de sus discos en francés, aunque también ha cantado algunas canciones en inglés, en alemán, en español y en italiano. A lo largo de su amplia carrera, ha publicado más de 25 álbumes de estudio y más de 400 canciones, vendiendo más de 85 millones de copias en todo el mundo.
Por sus más de sesenta años en activo, Sheila ha sido galardonada con el Premio "Victoires de la Musique de Honor" en 2013, además de ser nombrada por el presidente Jacques Chirac para la Orden Nacional de la Legión de Honor en 1997 y condecorada con la Orden de las Artes y las Letras en 2003 y en 1996.

## Discografía

### Álbumes de estudio
- 1963: Le Sifflet des copains
- 1964: Ecoute ce disque
- 1965: Tous les deux - Le Folklore américain
- 1966: L'Heure de la sortie
- 1967: Dans une heure
- 1968: Long sera l'hiver
- 1969: Oncle Jo
- 1970: Reviens je t'aime
- 1971: Love
- 1972: Poupée de porcelaine
- 1973: Spécial Sheila & Ringo
- 1974: Sheila-Ringo
- 1975: Quel Tempérament de feu
- 1976: L'Amour qui brûle en moi
- 1977: Singin' in the rain
- 1979: Disque d'or - Sheila & B.Devotion
- 1980: King of the World
- 1980: Pilote sur les ondes
- 1981: Little Darlin'
- 1983: On dit
- 1984: Je suis comme toi
- 1988: Tendances
- 1998: Le meilleur de Sheila
- 1999: Dense
- 2002: Seulement pour toi
- 2012: Solide
- 2021: Venue d'ailleurs

### Álbumes en vivo
- 1985: Sheila au Zénith 85
- 1989: Je suis venue te dire que je m'en vais - Sheila live à l'Olympia 89
- 1998: Sheila live à l'Olympia 98
- 2003: Sheila en concert à l'Olympia 2002 - Jamais deux sans toi
- 2008: C'est écrit - Sheila, en concert au Cabaret Sauvage 2006 - Enfin disponible
- 2018: Live au Casino de Paris 2017.

### Álbumes compilatorios
- 1967: Le Disque d'or de Sheila - L'école est finie
- 1970: Le Disque d'or de Sheila - Adios Amor
- 1971: Spécial chansons - Le sifflet des copains
- 1971: Spécial chansons - Écoute ce disque
- 1972: Rétrospective n° 1 - Dans une heure
- 1972: Rétrospective n° 2 - La vamp
- 1972: Rétrospective n° 3 - Oncle Jo
- 1973: Rétrospective n° 4 - Les Rois mages
- 1974: Super Hits: L'école est finie
- 1974: Pendant les vacances
- 1974: Le sifflet des copains - volume 2
- 1974: Sheila pour les enfants
- 1974: Le Disque d'or de Sheila - Mélancolie
- 1975: Super Hits: Adios Amor
- 1975: Collection double album - volume 1 - Ne fais pas tanguer le bateau
- 1976: Collection double album - volume 2 - Aimer avant de mourir
- 1977: L'Arche de Noé - Disque d'or - 12 Hits 1 Star
- 1979: Collection double album - volume 3 - Love me baby
- 1980: Sheila - L'école est finie
- 1980: 13+3 - Singin' in the rain
- 1981: 13+3, 16 chansons, 16 succès - Et ne la ramène pas
- 1981: Disque d'or - Et ne la ramène pas
- 1983: 13+3, 16 chansons, 16 succès - Gloria
- 1989: Les Plus Grands Succès de Sheila
- 1992: L'école est finie - 1962/1967
- 1992: Sheila 1962 - 1992, les plus grands succès
- 1995: Les Années yéyé
- 1995: Les Années disco
- 1998: Les Incontournables de Sheila
- 1999: Collection Légende
- 2001: 40 ans de carrière, 44 tubes remasterisés
- 2002: Sélection Talents - volume 1
- 2002: Sélection Talents - volume 2
- 2006: Juste comme ça (simple et double album)
- 2007: On sait pas s'aimer
- 2007: Sheila - Sélection du Reader's Digest Musique
- 2007: The Disco Singles (simple et double album)
- 2008: Les Chansons cultes françaises - Sheila
- 2016: Rétrospective - Best Of
- 2017: Anthologie 1983-2012
- 2022: Best Of 60e Anniversaire - 60 ans de carrière

### Ediciones especiales
- 1977: 50 chansons, 13 ans de chansons, une star
- 1984: 13+3 x2, 28 chansons, 28 succès
- 1992: Sheila 1962 - 1992
- 2006: Juste comme ça ("long-box" 3 CDs)
- 2006: Juste comme ça (intégrale) (18 CDs, 366 canciones)
- 2008: L'intégrale des singles de 1962 à 1969
- 2008: L'intégrale des singles de 1970 à 1980
- 2008: L'intégrale des singles de 1981 à 2008
- 2008: Toutes ces vies - Les chansons incontournables
- 2016: Sheila - 5 albums originaux
- 2016: Sheila - Le Coffret Essentiel - 10 CDs
- 2017: Le Coffret Essentiel - vol 2 (Les années New Chance) - 12 álbumes originales (3 CDs dobles)